# Famille von Itzenplitz
 (août 2024).
La famille von Itzenplitz est une ancienne famille aristocratique magravienne-prussienne. Ils sont d'une même souche et d'un même blason que la famille noble von Brunn (de). Le nom de la famille prend de nombreuses formes au cours de l'histoire, notamment Niczenplicz, Nitczenplitz, Nytzenplytz, Nytzeplitz et Itzemplitz.

## Histoire
La famille apparaît pour la première fois dans un document en 1237 avec Daniel von Brunn. Hennig, Tyle, Heynecke et Wyneckebroder dit Nitzenplitz sont inféodés le 28 septembre 1365 avec le Schulzenhof, la Brede, le tribunal et trois fermes à Rademin.
Vers le milieu du 14e siècle, la famille apparaît déjà en deux branches distinctes. La branche de Grieben obtient le statut de comte prussien le 6 juillet 1798. La branche de Jerchel obtient le statut de comte prussien le 23 mars 1815.

## Armes

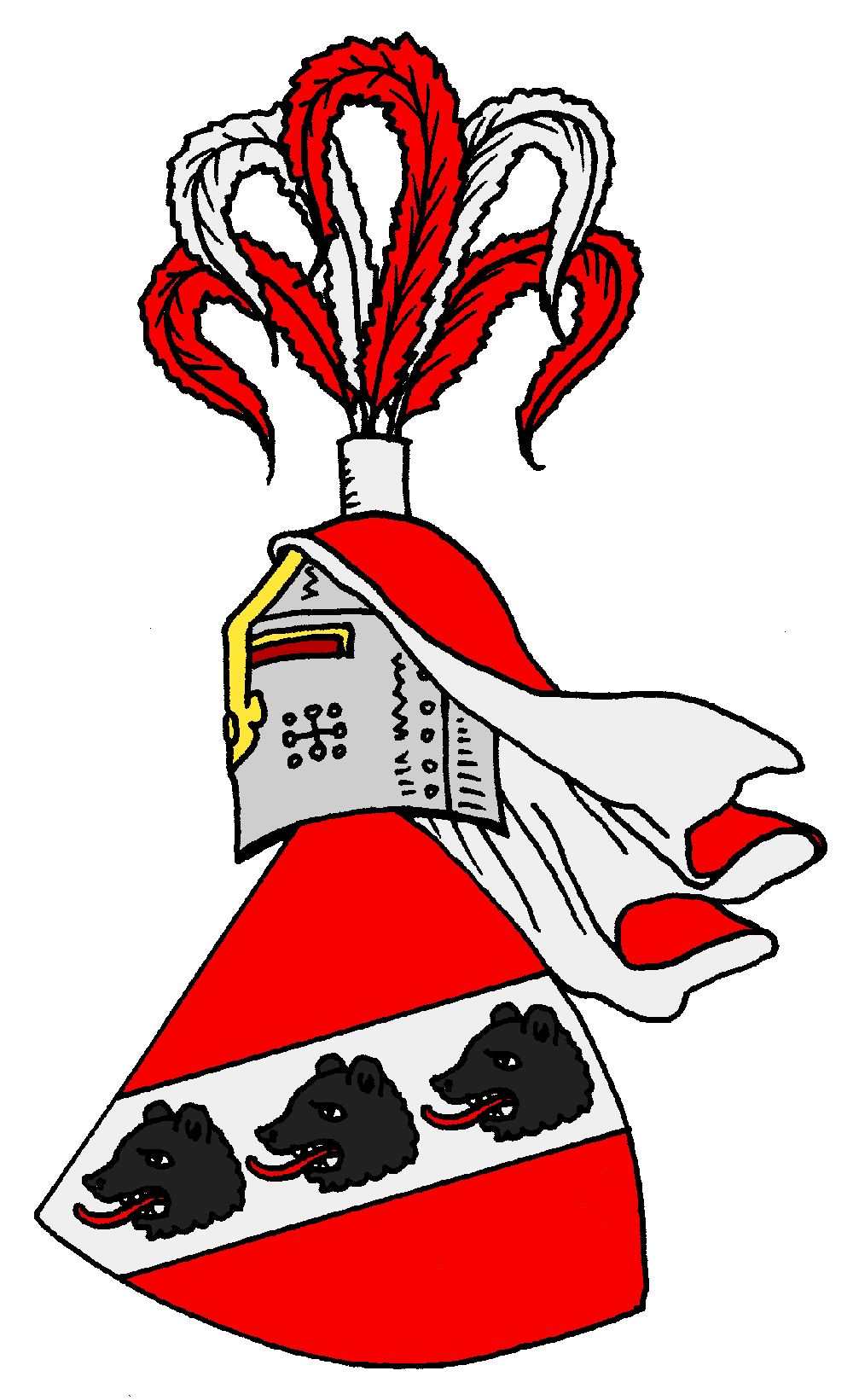
Armoiries originales de la famille von Itzenplitz

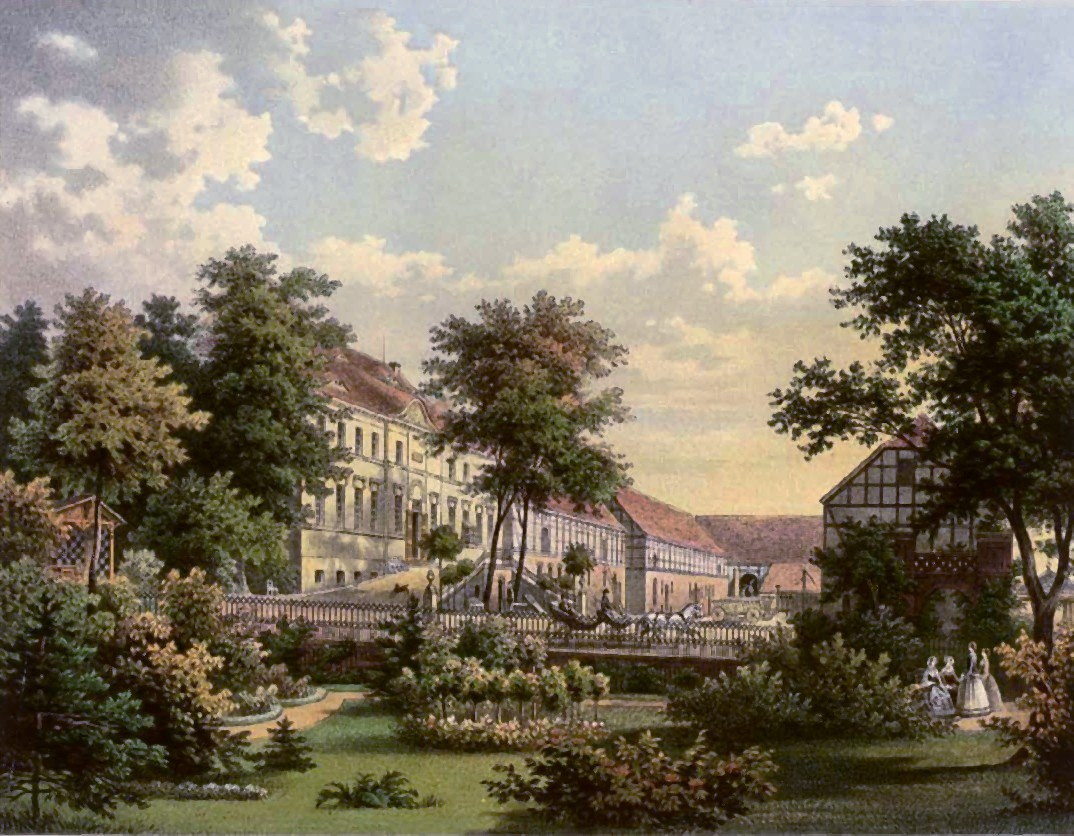
Château de Grieben vers 1863/64, Collection Alexander Duncker

Les armoiries originales de la famille montrent en rouge une barre oblique argentée surmontée de trois têtes d'ours noires. Sur le casque avec des lambrequins rouges et argentées, un buisson de plumes de coq alternativement rouges et argentées. Otto Titan von Hefner écrit dans Siebmachers Wappenbuch de 1857 : "En raison de l'ignorance des principes héraldiques ou simplement en raison d'une incompréhension des couleurs, la barre oblique en argent a été plus tard (dès Siebmacher III. 140) peinte en bleu et elle est à tort le cas maintenant. "
- Les armoiries familiales ultérieures des Itzenplitz montrent une barre droite inclinée bleue en rouge, qui est couverte de trois têtes d'ours noirs avec des colliers et des anneaux en or. Sur le casque avec des couvertures bleues et rouges, un ours noir en pleine croissance tenant trois plumes de paon naturelles dans sa patte droite.
- La branche comtale de Grieben a le même blason avec un bord de bouclier doré.
- La tribu branche comtale de Jerchel a un blason fendu, à droite se trouvent les armoiries bordées d'or, à gauche se trouve une croix de pieu en argent en rouge entre un anneau de chaudière en argent ouvert et incurvé. Au-dessus deux casques : à droite celui des armoiries de la tribu, à gauche avec des couvertures rouges et argentées une jambe attelle pliée au genou avec une surface de coupe saignante.

## Réputation
Theodor Fontane rapporte le verset suivant dans son Wanderungen durch die Mark Brandenburg (de), qui fait allusion à la mauvaise réputation des Itzenplitze :
Avant Köckeritz (de) et Lüderitz
Avant Krachten et avant Itzenplitz
Préservez-nous, cher Seigneur Dieu.

## Personnalités
- August Friedrich von Itzenplitz (1693–1759), lieutenant général prussien
  - Friedrich Wilhelm Gottfried von Itzenplitz (1740–1772) marié à Auguste Luise von Eickstedt
    - Peter Alexander von Itzenplitz (de) (1768–1834), noble et seigneur de Brandebourg
      - Heinrich Friedrich von Itzenplitz (1799-1883), ministre d'État prussien, sur Kunersdorf
- Joachim Christian Friedrich von Itzenplitz (de) (1706-1765), général de division prussien
- Peter Friedrich Ludwig von Itzenplitz (1769–1834), administrateur de l'arrondissement d'Havelland (de)
- Adolf Itzenplitz (de) (1821-1883), sculpteur allemand
- Ferdinand von Itzenplitz (de) (1835-1917), président du district de Coblence
- Editha Frieda Ursula von Itzenplitz (1842–1895), mariée à Paul von Zitzewitz (de), propriétaire du manoir et député de la chambre des représentants de Prusse
- Hugo von Itzenplitz (1846-1905), général de division prussien
- Frida von Itzenplitz (de) (1869-1921), peintre allemande
- Eberhard Itzenplitz (de) (1926-2012), réalisateur allemand